# Laggiù qualcuno mi ama
Laggiù qualcuno mi ama és un pel·lícula documental italiana del 2023 coescrita i dirigida per Mario Martone. El documental és un viatge personal de Mario Martone al cinema de Massimo Troisi. En muntar les escenes de les seves pel·lícules, Martone vol destacar Troisi com un gran director del cinema italià fins i tot abans de ser un gran actor còmic. Va ser seleccionada al 73è Festival Internacional de Cinema de Berlín a la Berlinale Special, on es va estrenar el 17 de febrer de 2023. Es va estrenar als cinemes el 23 de febrer de 2023.

## Contingut de la pel·lícula
Massimo Troisi va viure entre 1953 i 1994. La seva darrera pel·lícula va ser la comèdia drama de 1994 Il postino. Va ser actor teatral i director de cinema i la seva comprensió de la comèdia, les observacions agudes de les relacions íntimes i polítiques entre homes i dones és una font d'inspiració per a tota una generació. La pel·lícula és el viatge personal d'un Mario Martone al seu cinema. Va recollir les escenes de les seves pel·lícules, i va destacar Troisi com un gran director.

## Repartiment
- Francesco Piccolo
- Anna Pavignano
- Valeria Pezza
- Goffredo Fofi
- Paolo Sorrentino
- Salvo Ficarra
- Valentino Picone
- Michael Radford
- Roberto Perpignani
- Federico Chiacchiari
- Demetrio Salvi
- Sentieri Selvaggi

## Estrena
Laggiù qualcuno mi ama es va estrenar el 17 de febrer de 2023 com a part del 73è Festival Internacional de Cinema de Berlín, a la Berlinale Special. Es va estrenar als cinemes italians el 23 de febrer de 2023 distribuït per Medusa Film Després de l'estrena en sales fou distribuïda a les plataformes digitals Prime Video, Sky/NOW, Paramount+, TIMVSION, Netflix i moltes altres.

## Recepció
Vittoria Scarpa en una ressenya per a Cineuropa va elogiar la pel·lícula i va escriure, "aquest conte sincer que Martone dedica a un conciutadà estimat i lamentat, un tendre homenatge "de director a director" que durant dues hores porta l'espectador enrere en el temps, a un període creatiu irrepetible." Andrew Murray a la seva ressenya a The Upcoming, va puntuar la pel·lícula amb 3 estrelles sobre 5 i va escriure: "[A]questa pel·lícula és una celebració entranyable i un testimoni de l'home d'aquells que el van conèixer millor."

## Reconeixements
- 2024 - David di Donatello[11][12]
  - Millor documental